# Aleksandar Keglević
Aleksandar Keglević (Sándor Keglevich; 1706. – 1. travnja 1752.), poznat i kao Aleksandar Keglević Bužimski, je bio hrvatski plemić i veliki župan iz grofovske obitelji Keglević.

## Životopis
Keglević je rođen 1706. godine od oca grofa Petra Keglevića VII. i majke grofice Marije Ivane Orehovečki. Imao je starijeg brata Ladislava i sestru. Unuk je baruna Ladislava Keglevića. Praunuk je baruna Petra V. Keglevića Bužimskog, hrvatskog vojskovođe i ljetopisca. Potomak je hrvatskog podbana baruna Jurj Keglevića te povjesničara, političar i pjesnika baruna Nikole Istvánffyja, kao i hrvatsko-slavonsko-dalmatinskiog bana Petra II. Keglevića Bužimskog.
Keglević se školovao za isusovaca te upravljao vlastelinstvom Totuševina.
Keglević je 1736. godine oženio groficu Maria Annu Teodoru Petazzi od San Servola. Par je imao troje djece:
- Sin Julije (1739. – 1810.); bio je kraljevski komornik, a upravljao je posjedima Bežanec i Krapina. Iz braka s Anom Petazzi imao je samo kćeri (Julijana, Josipa, Eleonora, Ana i Alojzija), pa su obiteljsku lozu nastavili potomci njegova brata Josipa.[2]
- Sin Josip (1742. – 1813.); bio je kraljevski komornik i veliki župan Požeške županije, a upravljao je posjedima Lobor, Veleškovec i Totuševina.[2]
- Kćer Ivana (umrla 1783.); udala se 1763. godine za češkog grofa francuskog podrijetla Ivana Žigmunda Harbuvala Chamaréa.